# 芝崎亨
芝崎 亨（しばざき とおる、1931年（昭和6年）7月4日 - 1999年（平成11年）10月20日）は、昭和から平成時代初期の政治家。埼玉県東松山市長。

## 経歴
埼玉県出身。1953年（昭和28年）明治大学商学部卒業。1959年（昭和34年）以来東松山市議会議員を3期務め、1974年（昭和49年）同市長に就任し、5期務めた。退任後は、東松山市施設管理公社理事長を務めた。

## 著作
- 『赤いトマト青いトマト : 政治こそ我が人生』、1994年。